# Teatr Literacki
Teatr Literacki (także: Teatr Literacki Warszawa, Teatr Literacki Aleksandry Ford) – prywatny teatr dramatyczny, założony w 1991 przez Aleksandrę Ford-Sampolską. Jeden z najdłużej działających prywatnych teatrów w Warszawie. Teatr przez wiele lat dawał przedstawienia w Domu Literatury - siedzibie Związku Literatów Polskich przy ul. Krakowskie Przedmieście w Warszawie, a także w ramach Sceny Lapidarium Muzeum Warszawy. Obecnie teatr występuje gościnnie na scenach stołecznych centrów kultury. Przy teatrze funkcjonuje trzyletnia, eksternistyczna Prywatna Warszawska Szkoła Teatralna. Do zespołu artystycznego należą głównie studenci tej szkoły.

## Repertuar Teatru
W repertuarze teatru znajdują się sztuki klasyczne, dramatyczne, spektakle poetyckie na podstawie twórczości największych polskich poetów, a także klasyczne baśnie dla najmłodszej widowni. 

### Spektakle poetyckie
- Cyprian Kamil Norwid: "Bo nie jest światło by pod korcem stało..."
- Krzysztof Kamil Baczyński: "Świat sen"
- Wisława Szymborska: "Radość pisania - zemsta ręki śmiertelnej"
- Zbigniew Herbert: "We mnie jest płomień, który myśli"
- Julian Tuwim: "Pomarańcze & Mandarynki"
- Konstanty Ildefons Gałczyński: "Ocalić od zapomnienia"
- Bolesław Leśmian: "Dusza w niebiosach"
- Władysław Broniewski" "O Wielkim Kochaniu"

### Spektakle współczesne
- R. Kelly/Teatr Literacki: "Donnie Darko"

### Dramaty
- Juliusz Słowacki: "Maria Stuart"

### Spektakle dla dzieci
- Śpiąca królewna
- Królewna Śnieżka
- Kot w butach
- Królewicz Żaba
- Opowieść wigilijna
- Kopciuszek
- Legendy Warszawskie - Bazyliszek